# ایولا
ایولا (به لهستانی:  Iwla) یک روستا در لهستان است که در گمینا دوکلا واقع شده‌است. ایولا ۷۴۰ نفر جمعیت دارد.